# Глумов, Иван Фёдорович
Иван Фёдорович Глумов (11 сентября 1936, деревня Жашково, Московская область — 20 декабря 2023) — советский и российский учёный в области морской геофизики и океанологии, доктор технических наук, профессор МГУ, заслуженный геолог и заслуженный деятель науки России, лауреат Государственной премии СССР и премий Правительства СССР и РФ.

## Биография
Окончил Перемышльскую среднюю школу (1954), Московский институт инженеров геодезии, аэрофотосъемки и картографии (1959), инженер-геодезист.
- 1959—1963 — старший техник, инженер, старший инженер морской геофизической партии Ямало-Ненецкой экспедиции Тюменского геологического управления Министерства геологии РСФСР (Салехард);
- 1963—1970 — старший инженер, начальник морской геофизической экспедиции ВНИИ геофизики Мингео СССР (Геленджик);
- 1970—1979 — зав. лабораторией, отделом, зам. директора по научной работе, и.о. директора Геленджикского отделения ВНИИморгео;
- 1979—1988 — заместитель генерального директора по научной работе, генеральный директор объединения «Южморгеология» — директор НИИ геофизики океана (Геленджик);
- 1988—1992 — начальник Управления минеральных ресурсов Мирового океана Мингео СССР;
- 1992—1996 — начальник Управления ресурсов недр шельфа и Мирового океана Роскомнедр;
- 1996—1999 — начальник Департамента науки и морских работ, член коллегии Министерства природных ресурсов РФ;
- 1999—2003 — заместитель Министра природных ресурсов РФ;
- с 2004 генеральный директор ОАО «Севернефтегаз».

С июня 2012 года заместитель председателя Комиссии ООН по границам континентального шельфа.
Работал в Индии, Египте, Болгарии.
Доктор технических наук, профессор МГУ.

## Награды
- Орден «Знак Почёта» (1986)
- Заслуженный геолог РСФСР (1989)
- Заслуженный деятель науки РФ (1997)
- Государственная премия СССР
- Премия Совета Министров СССР (1991)
- Премия Правительства РФ (2002) в области науки и техники.